# Batgirl
Batgirl è una serie di personaggi immaginari apparsi nei fumetti pubblicati dalla DC comics, e rappresentanti una controparte femminile a Batman. Creata originariamente da Bill Finger e Sheldon Moldoff, la prima apparizione del personaggio di Batgirl, alter ego di Bette Kane, è in Batman n. 139 del 1961.
In seguito alla promozione di Julius Schwartz alla guida delle sceneggiature della serie regolare di Batman, avvenuta nel 1964, il personaggio nei panni di Batgirl, Bette Kane, fu rimossa dalle pubblicazioni e dalla storia ufficiale, e rimpiazzata da una nuova Batgirl, Barbara Gordon. Barbara fece il suo esordio nella pagine di Detective Comics n. 359, scritto da Gardner Fox e disegnato da Carmine Infantino, chiamato: The Million Dollar Debut of Batgirl. L'interpretazione di Barbara Gordon nel ruolo di Batgirl fece regolari apparizioni nei fumetti di Batman dal 1966 al 1988, e viene descritta come uno dei personaggi di maggiore spessore pubblicati durante la Silver Age.
A seguito del ritiro editoriale del personaggio avvenuto in Batgirl Special n. 1 del 1988, Barbara Gordon viene colpita alla spina dorsale da un proiettile esploso dal Joker, che la rende paraplegica (narrato nella graphic novel Batman: The Killing Joke del 1988, di Alan Moore). Successivamente gli sceneggiatori Kim Yale e John Ostrander reinventarono Barbara Gordon nei panni di Oracolo (Oracle), la principale fonte di informazioni dell'Universo DC, e capo del gruppo dei Birds of Prey.
Nella miniserie Batman: Terra di nessuno del 1999, fa la sua apparizione il personaggio di Helena Bertinelli, conosciuta anche come "la Cacciatrice" (The Huntress), che assume il ruolo vacante di Batgirl, finché Batman non la induce alla rinuncia del ruolo alla fine della storia. Sempre nello stesso anno viene impiegato un altro personaggio apparso nella storia di Terra di nessuno; si tratta di Cassandra Cain, che diviene la terza Batgirl, sotto la guida di Batman e di Oracolo. Cassandra Cain è stata la prima versione di Batgirl ad avere una serie mensile eponima, che fu cancellata nel 2006, concludendosi con Cain che rinuncia al titolo di Batgirl.
Durante la saga dei Birds of Prey Headhunt è stato un inedito personaggio, creato da Gail Simone, a prendere il ruolo di Batgirl: Charlotte Gage-Radcliffe; tuttavia dopo poco fu sfiduciata da Oracolo, e prese l'identità di Misfit. Durante gli eventi narrati nella serie limitata 52 (2006) Cassandra Cain rivendica nuovamente il manto di Batgirl. Finirà tuttavia per cederlo nuovamente (e questa volta in maniera definitiva) alla notizia della presunta morte di Batman, lasciando il titolo e il mantello all'amica Stephanie Brown alias Spoiler (figlia del criminale Cluemaster e quarto Robin), con la quale la serie viene rilanciata nel 2009.

## Storia editoriale

### Betty Kane
Personaggio in attività dal 1961 al 1966. In seguito alle accuse di omosessualità mosse al duo Batman e Robin (Dick Grayson) da parte dello psichiatra Fredric Wertham nel suo famoso libro del 1954 Seduction of the Innocent, fu introdotto il personaggio della ragazza pipistrello, Batgirl. Betty Kane fece il suo esordio nel fumetto Batman n°139, del 1961, nel ruolo di un interesse amoroso del giovane Robin. Il nuovo personaggio non fu una invenzione molto originale, dal momento che già un altro personaggio femminile, Batwoman (Kathy Kane), aveva un legame amoroso con la sua controparte maschile Batman.
La creazione della Batfamiglia (Batman Family), che era formata dai genitori Batman e Batwoman, dai figli Robin e Batgirl, dal folletto extraterrestre Bat-Mite e dal cane Asso portò i fumetti di Batman verso una narrazione insolita, più incentrata verso la commedia d'ambientazione che non verso la classica azione in stile vigilante.
Quando Julius Schwartz salì al vertice della sceneggiatura, decise di abbandonare tutti questi nuovi personaggi, eccettuato Robin, ritenendoli inappropriati. Schwartz prese questa decisione in seguito alla flessione nelle vendite di tutte le serie legate a Batman, ripristinando il mito dell'eroico vigilante Batman. Batgirl, insieme ad altri personaggi della batfamiglia, fu reintrodotta nella trama nella serie limitata del 1985: Crisi sulle Terre infinite. Comunque, se anche Bette Kane non esiste più nella storia successiva la Crisi, una versione modificata del personaggio, tale Mary Elizabeth 'Bette' Kane, fu introdotta come la supereroina Flamebird, che continua ad essere tuttora pubblicata.

### Barbara Gordon
Personaggio in attività dal 1966 al 1988. Una nuova Batgirl debutta nel fumetto Detective Comics n. 359 pubblicato nel novembre del 1966 (che tuttavia ha indicata come data il gennaio 1967): Barbara "Babs" Gordon, la figlia di James Gordon, il contatto che Batman ha nella polizia di Gotham. Nella sua prima apparizione, Barbara sta andando ad un ballo in maschera vestita alla Batman, quando sorprende un tentativo di rapimento rivolto a Bruce Wayne da parte del criminale Killer Moth, riuscendo a sventarlo. Questo fatto attrae l'attenzione di Batman, ponendosi come il suo inizio alla sua carriera di vigilante.
Questo nuovo personaggio, creato congiuntamente da Julius Schwartz, Carmine Infantino e Gardner Fox, fu una collaborazione fra la DC Comics e la serie televisiva di Batman degli anni sessanta. Allorquando il produttore televisivo William Dozier operò per la produzione di una terza stagione del programma, chiese a Schwarz un nuovo personaggio femminile, da inserire nel medium fumettistico, che fosse adattabile per la serie televisiva, perché si potesse attirare maggiormente l'attenzione del pubblico femminile. Nacque così una nuova Batgirl: una giovane donna adulta, dottoressa in scienze librarie e bibliotecaria capo alla biblioteca pubblica di Gotham City.
Nei panni di Batgirl, Barbara Gordon divenne molto più celebre delle precedenti Batgirl (Bette Kane) e Batwoman, e apparve sia in Detective Comics che in Batman, che in altre pubblicazioni DC relative a Batman. Il personaggio ebbe anche un ruolo fisso nella serie a fumetti Batman Family che iniziò nel 1975, in cui divenne parte del "Dinamico Duo: Batgirl & Robin", insieme con Dick Grayson. Descritta come uno dei più celebri personaggi apparsi nei fumetti della Silver Age, Barbara Gordon appare nei panni di Batgirl con regolarità dal 1966 al 1988, e viene impiegata nei panni di Batgirl ancora oggi in episodi che fanno uso di analessi. Barbara inoltre era legata a Dick Grayson in modo particolare, tanto da essere la sua prima fidanzata in maschera e costume.
Nella storia del 1988 Batgirl Special n. 1, Barbara rinuncia al suo ruolo di Batgirl; in seguito, nell'albo autoconclusivo Batman: The Killing Joke viene ferita gravemente dal Joker alla spina dorsale e resa paraplegica. Il personaggio ritorna nelle pubblicazioni nelle vesti di Oracolo, grazie a Kim Yale e a John Ostrander, nel fumetto Suicide Squad n. 23 (prima serie) del 1989; Oracolo è una esperta hacker che procaccia informazioni di ogni genere, purché accessibili per via informatica, ai vigilanti ed ai supereroi con cui è in contatto; ha inoltre fondato il supergruppo delle Birds of Prey.

### Helena Bertinelli
Personaggio in attività dal 1998 al 1999. Undici anni dopo il ritiro editoriale della Batgirl interpretata da Barbara Gordon, una nuova versione del personaggio viene introdotta nella maxiserie del 1999 Batman: No Man's Land. La nuova Batgirl è ora Helena Bertinelli, una supereroina già nota ai lettori come la Cacciatrice. Un terremoto si abbatte su Gotham City provocando immani distruzioni, e in conseguenza di questo, il governo dichiara la città terra di nessuno (da cui il titolo del fumetto, No Man's Land) inducendo Batman ad abbandonarla.
Per riportare ordine nella città, la cacciatrice indossa il manto del pipistrello, scoprendo che i criminali hanno molta più paura di "Batgirl" che non della "Cacciatrice". Quando Batman ritorna, la nomina ufficialmente nuova Batgirl, dicendole che se mai lo avesse deluso, avrebbe dovuto deporre il costume. Quando Helena fallisce nel proteggere il territorio di Batman da Due Facce e dalla sua banda di 200 criminali, si assume le sue responsabilità spogliandosi autonomamente del manto di Batgirl. Dopo aver proclamato la sua identità di Cacciatrice, Helena si unirà successivamente ai Birds of Prey guidati da Oracolo, facendo sì che il gruppo contasse fra gli effettivi ben due ex Batgirl.

### Cassandra Cain
Personaggio in attività dal 1999 a oggi. Descritta come una bambina prodigio nelle arti marziali, Cassandra è sceneggiata come una giovane donna di origini in parte asiatiche, divenuta la terza Batgirl, con l'approvazione sia di Batman che di Oracolo. È stata introdotta per la prima volta nel fumetto Batman: Terra di nessuno. cassandra indossa lo stesso costume indossato da Helena Bertinelli, con la maschera che copre interamente il volto.
La storia di Cassandra è profondamente complessa e unica fra gli aiutanti di Batman. Allevata dall'assassino David Cain, Cassandra non aveva imparato a parlare, ma in cambio aveva imparato a "leggere" i movimenti del corpo, così Cassandra poteva comunicare soltanto con il linguaggio del corpo. La parte del cervello normalmente usata per il linguaggio fu allenata perché Cassandra potesse leggere il linguaggio del corpo delle altre persone e anticiparne i movimenti.
Questa diversa capacità di apprendimento le causò dei problemi, come una forma di dislessia, che le ha impedito di imparare a leggere e a scrivere. Nonostante la disabilità di Cassandra, l'autore Andersen Gabrych descrive la particolare comunicazione del personaggio come il fattore chiave che la rende una così brava investigatrice, capace di intuire se qualcosa non va semplicemente camminando in una stanza e basandosi sul linguaggio del corpo. Durante il primo volume della serie di fumetti Batgirl Vol 1: Silent Running (2001), Cassandra incontra uno scienziato che le riprogramma il cervello, rendendola in grado di comprendere il linguaggio verbale, ma atrofizzando nello stesso tempo le sue capacità di predire i movimenti. Questa storia si conclude nel numero della serie Batgirl Vol. 2: A Knight Alone (2001), quando Batgirl incontra l'assassina Lady Shiva, che le insegna nuovamente come predire i movimenti. Sei anni dopo il suo debutto, nel 2006, la DC Comics cancellò la serie dei fumetti di Batgirl, arrivati al numero Batgirl n° 73, terminando con Cassandra Cain che rinuncia al suo ruolo di Batgirl.
Ad un certo momento la trama della continuità DC mise da parte la storia del 2006 One Year Later, e dopo gli eventi della serie limitata Crisi infinita, Cassandra Cain viene riproposta nelle vesti del capo della Lega degli assassini, avendo abbandonato il suo precedente atteggiamento altruista. L'evoluzione del personaggio da eroina a malvagia sollevò le ire di molti fan di lunga data, che criticarono pesantemente tale scelta. Cassandra ritornò al suo ruolo di Batgirl nel fumetto Teen Titans n°43, partecipando al gruppo dei Titans East, dove si mostrò che il suo cambiamento di personalità fu dovuto ad una droga in grado di alterare la mente, somministratale dal supercriminale Deathstroke. Infine la DC Comics reintegrò Cassandra nella sua originaria caratterizzazione di supereroina, nel ruolo di aiutante nei fumetti di Batman e degli Outsiders.

### Charlotte Gage-Radcliffe
Personaggio in attività dal 2006 al 2007. Dopo un'apparizione cameo nella storia a fumetti di Gail Simone del 2006 Birds of Prey n°96: Headhunt Part One, e la conclusione della storia nel successivo Birds of Prey n°97: Headhunt Part Two, il ruolo di Batgirl era divenuto nuovamente vacante, orfano di Cassandra Cain. Fu occupato da una nuova eroina, che emerse a Gotham City assomigliante ad una riedizione di Barbara Gordon nel suo originale ruolo.
Un ufficiale di polizia affermò che la rossa Batgirl non si era vista per anni e che il suo fascicolo era stato chiuso. Nel fumetto del 2006 Birds of Prey n°98: Headhunt Part Three, la Cacciatrice e Black Canary accusano Oracolo di avere segretamente riassunto il suo ruolo di Batgirl, accuse che Barbara respinge. Più tardi si scoprì che la misteriosa Batgirl era una ragazza adolescente di nome Charlotte Gage-Radcliffe dotata di superpoteri. Dopo un incontro con Oracolo, Charlotte viene forzata ad abbandonare la carriera di vigilante dalla Batgirl originale. In seguito Charlotte ritorna nella organizzazione delle Birds of Prey nel fumetto Birds of Prey n°101 (di Gail Simone, anno 2006) nelle vesti di Misfit, divenendo la terza Batgirl ad entrare nell'organizzazione.

### Stephanie Brown
Dopo la morte di Bruce Wayne, una disillusa Cassandra Cain cede il manto di Batgirl alla sua migliore amica Stephanie Brown, poco prima di sparire dalla circolazione.
Steph, nei panni della nuova Batgirl torna ad un modello più classico del suo costume, unendolo anche a quello precedentemente usato nei panni di Spoiler.

## Altri media

### Televisione
- Batgirl è uno dei personaggi ricorrenti della serie televisiva Batman (1966-1968), in cui viene impersonata da Yvonne Craig.
- Compare in tutte e tre le serie animate di Batman come guest star; qui è sempre Barbara Gordon, la figlia del commissario James Gordon.

### Cinema

Barbara Wilson / Batgirl, interpretata da Alicia Silverstone in Batman & Robin (1997)

- Batgirl è apparsa in Batman & Robin (1997), interpretata da Alicia Silverstone e doppiata in italiano da Stella Musy. In questa versione il suo vero nome è Barbara Wilson, e non è più la figlia di Jim Gordon, ma la nipote di Alfred Pennyworth.
- Il 30 marzo 2017 venne annunciato un film stand-alone sul personaggio ambientato nel DC Extended Universe (DCEU), intitolato Batgirl, diretto da Joss Whedon, poi diretto da Adil El Arbi e Bilall Fallah;[14] malgrado le riprese furono terminate a marzo 2022,[15][16] il 2 agosto 2022 venne annunciato che il film non sarebbe stato distribuito, a causa di un cambio di strategia della nuova dirigenza di Warner Bros. Discovery.[17]

### Videogiochi
Batgirl appare nei seguenti videogiochi:
- Batman & Robin (1998)
- Batman: Chaos in Gotham (2001)
- Batman: Gotham City Racer (2001)
- Batman: Vengeance (2001)
- Batman: Dark Tomorrow (2003)
- Batman: Rise of Sin Tzu (2003)
- LEGO Batman: Il videogioco (2008)
- Batman: Arkham Asylum (2009)
- DC Universe Online (2011)
- LEGO Batman 2: DC Super Heroes (2012)
- Injustice: Gods Among Us (2013)
- Batman: Arkham Knight - Batgirl: Questione di famiglia, sviluppato da Warner Bros. Games Montréal (2015)
- Gotham Knights (2022)